# Elektrownia Wodna we Włocławku
Elektrownia Wodna we Włocławku – największa elektrownia przepływowa w Polsce. W wyniku wybudowania elektrowni powstało na Wiśle zaporowe Jezioro Włocławskie. Początkowo miała być elementem kaskady dolnej Wisły, ale pozostałych zapór nigdy nie wybudowano. Jej budowa spowodowała wymarcie populacji ryb wędrownych: łososia, certy, troci i węgorza w dorzeczu Wisły.

## Historia
Stopień wodny budowano w latach 1962–1970. Z początku włocławską elektrownią zarządzał Zespół Elektrowni Wodnych Okręgu Północnego w Straszynie. W 1973 r. utworzono Rejon Elektrowni Wodnych Włocławek. W 1976 r. REWW rozwiązano, przekazując użytkowanie bezpośrednio Zakładowi Energetycznemu Toruń. 1 marca 1998 r. utworzono przedsiębiorstwo Elektrownia Wodna we Włocławku sp. z o.o., formalnie istniało do 12 marca 2013 r. Po latach licznych przekształceń spółek grupy Energa firmą odpowiedzialną za włocławską elektrownię jest obecnie Energa Wytwarzanie SA.

## Dane techniczne
- Rzeka: Wisła
- Lokalizacja: 674,850 km
- Rok budowy: 1970
- Rzędna piętrzenia: 57,30 m n.p.m.
- Spad znamionowy: 8,80 m
- Liczba hydrozespołów: 6
- Typ turbiny: turbina Kaplana
- Moc instalowana: 160,2 MW
- Przełyk instalowany: 2190 m³/sek
- Średnia produkcja: 739 GWh/a

## Problemy techniczne
Po wybudowaniu stopnia wodnego i całej elektrowni w 1970 roku działanie zapory zaplanowano na 10–15 lat. W tym czasie w dolnym biegu Wisły miały powstać kolejne zapory (elektrownie wodne). Z powodu problemów gospodarczych zabrakło pieniędzy na wybudowanie pozostałych elektrowni i tama, mimo pogarszającego się stanu technicznego, stoi samotnie do dziś. Erozja wgłębna koryta Wisły powodowana przez zaporę zagraża stateczności filarów mostu drogowego we Włocławku i była przyczyną rozszczelnienia w 2007 r. ropociągu PERN położonego na dnie Wisły.
Zapora we Włocławku stwarza zagrożenie powodziowe w przypadku powodzi zatorowej. Do katastrofalnej powodzi spowodowanej przez zator lodowy na Zbiorniku Włocławskim doszło w 1982 r.
Problemem zapory zainteresowano się dopiero na początku lat 90. Wtedy wydano pierwsze raporty, które mówiły o tym że konstrukcja może się przechylić, wywołując poważną katastrofę. Żeby zapobiec zawaleniu się tamy zaplanowano wybudowanie elektrowni wodnej w Nieszawie, która odciążyłaby przestarzałą konstrukcję. W 2012 r. wycofano się z propozycji tej lokalizacji, ostatecznie postanowiono, że dodatkowa zapora (elektrownia) zostanie wybudowana w Siarzewie, na 708. kilometrze Wisły. Rozwiązanie to spowoduje jednak jedynie przesunięcie o kilkadziesiąt kilometrów w dół problemów występujących aktualnie poniżej stopnia Włocławek i odwlecze w czasie decyzję o rozbiórce zapory we Włocławku. Rozbiórka zapory, proponowana np. w 2001 r. trwale rozwiązałaby problemy związane z erozją wgłębną, powodziami zatorowymi i problemy środowiskowe.

W 2015 roku, po 3 latach prac, kosztem ponad 115 milionów złotych, ukończono przebudowę i remont włocławskiej zapory. Nie rozwiązało to jednak problemu erozji koryta rzeki w dalszym biegu Wisły – nie rozpoczęto jeszcze budowy dodatkowego stopnia w Siarzewie, obecnie przyjmuje się, że prace mogą tam ruszyć w 2023 r., o ile wcześniej uda się uzyskać wszystkie niezbędne decyzje administracyjne. Przeciwko budowie kolejnego stopnia protestują naukowcy i organizacje ekologiczne. 

## Wpływ budowy elektrowni na środowisko naturalne
Skutkiem budowy zapory było przede wszystkim całkowite uniemożliwienie wędrówki rybom anadromicznym w górę dorzecza Wisły przez ponad 40 lat. Wybudowanie przepławki przy zaporze nie zapobiegło temu zjawisku, przepławka przez wiele lat była niesprawna. Przy okazji ostatniej przebudowy zapory w 2015 r. przebudowano także przepławkę dla ryb. W przeciwieństwie do starej konstrukcji niektóre ryby są w stanie przez nią migrować, a komputerowy system skanuje, monitoruje i rejestruje wszystkie przepływające ryby, zbierając dane na temat ich ilości oraz gatunku. Liczba ryb, które pokonują zaporę we Włocławku podczas migracji w górę rzeki jest jednak bardzo mała - np. w 2019 roku było to zaledwie 8190 cert, 24 łososie, 207 troci i 157 węgorzy. Dla porównania, przed budową zapory w latach 1953-1968, rocznie na odcinku Wisły znajdującym się aktualnie powyżej zapory poławiano kilkanaście-kilkadziesiąt ton łososi i cert, a na odcinku poniżej zapory certa poławiana była w setkach ton rocznie. 

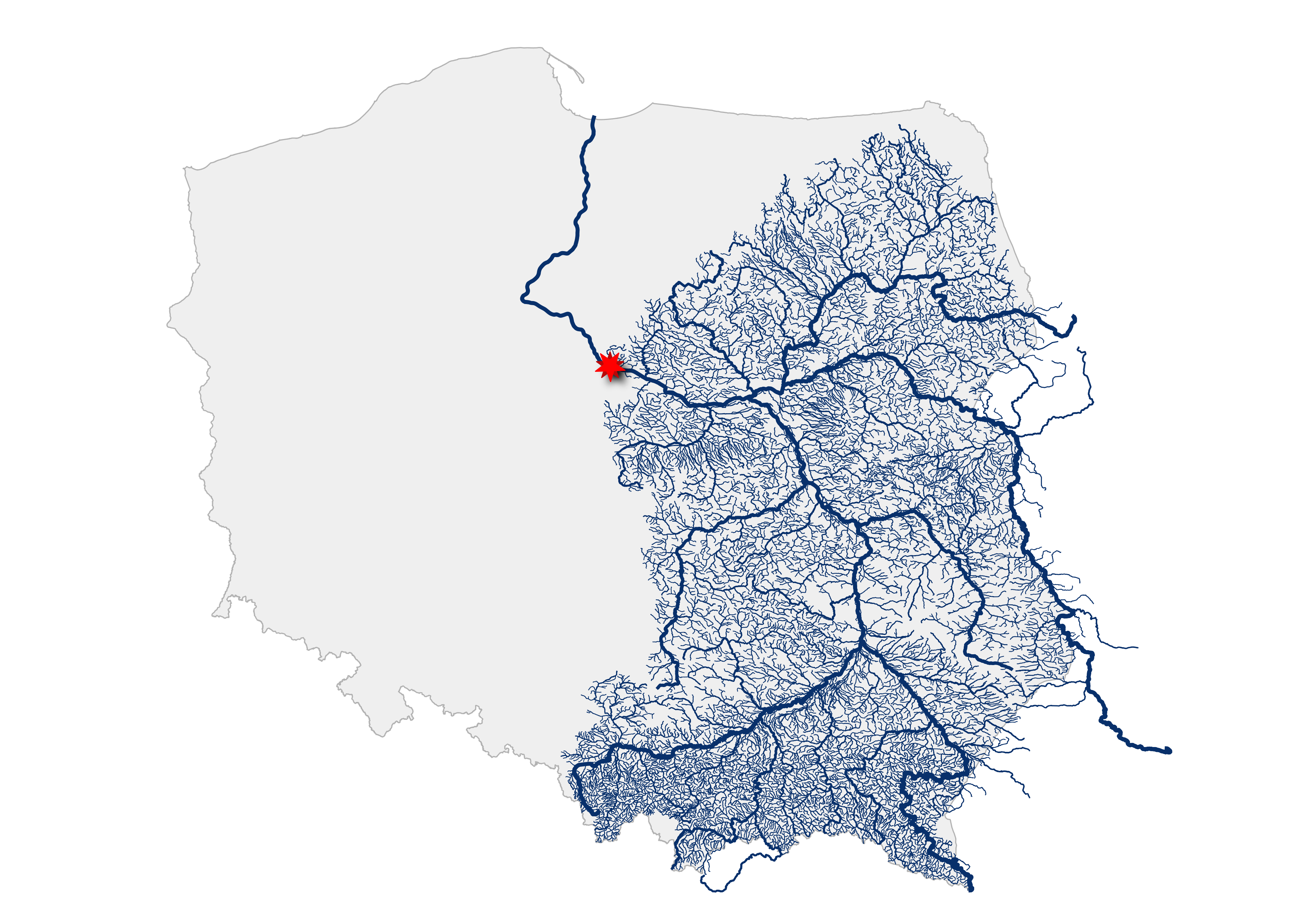
Rzeki odcięte od możliwości migracji ryb i minogów dwuśrodowiskowych przez zaporę we Włocławku.

Zapora we Włocławku jest najbardziej szkodliwą budowlą hydrotechniczną w Polsce. Odcina dla migrujących ryb łącznie 57 tys. km rzek, co stanowi 40% długości wszystkich rzek Polski. Ponadto zapora zaburza transport osadów w Wiśle, co skutkuje erozją wgłębną koryta poniżej zapory o nawet 10 metrów i obniżeniem poziomu wód gruntowych w dolinie dolnej Wisły. Zrzuty wody służące umożliwieniu spławiania barek podczas niskich stanów wody niszczą populacje ptaków lęgowych na łachach w dolnym biegu Wisły.
Zbiornik zbudowano na rzece o charakterze naturalnym, o korycie roztokowym z dużymi łachami i kępami, będącym siedliskiem dla wielu rzadkich gatunków roślin i zwierząt. Zalanie tego fragmentu rzeki spowodowało utratę cennych siedlisk. Także pod względem emisji gazów cieplarnianych, istnienie elektrowni wodnej we Włocławku wywiera istotny wpływ na środowisko, gdyż ze względu na znaczną ilość materii organicznej w zbiorniku, dziennie emituje on ok. 400 mg/m² metanu.  

### Przebudowa przepławki

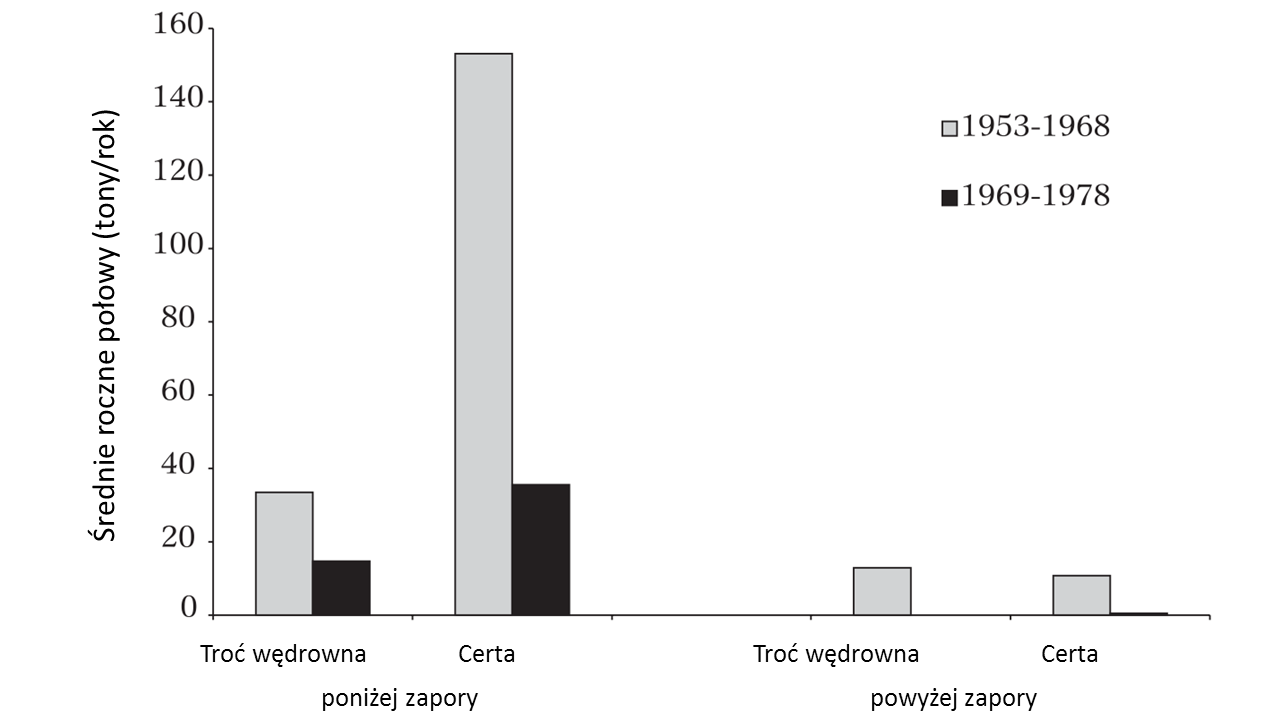
Średnie roczne połowy troci i certy w Wiśle przed i krótko po budowie zapory we Włocławku.

W 1970 roku, rok po zakończeniu budowy zapory uruchomiono przepławkę dla ryb o przepływie 0,935 m³/s składającą się z 33 komór. Na podstawie badań w latach 1971–1974 stwierdzono, że ryby mogą pokonać stopień, ale liczba troci korzystających z przepławki jest nieproporcjonalnie mała w stosunku do wielkości stada. Warunki funkcjonowania przepławki z czasem pogarszały się. W ciągu pierwszych dwóch lat od jej uruchomienia erozja wgłębna koryta spowodowała obniżenie się dna o 2,5 m. Sytuację poprawić miał kamienny próg, który został wybudowany na wejściu do przepławki mający zahamować erozję. Na podstawie badań przeprowadzonych w latach 1998–2004 okazało się jednak, że rozwiązanie to pogorszyło lokalizację wejścia do przepławki. Wskutek tego tylko 3,5% ryb wchodzących do przepławki potrafiło przepłynąć ją całą.
W 2014 roku przebudowano przepławkę i jak wskazują raporty RZGW migracja troci i certy poprawiła się. Nowa przepławka składa z 60 komór, przepływie 0,59 m³/s i spadzie między komorami równym 0,22 m (dla porównania, spad w starej przepławce wynosił 0,4 m). Drożność zapory i możliwość wykorzystania przepławki przez ryby wciąż jest zależna od przepływu w Wiśle. Przy przepływach mniejszych niż 850–950 m³/s kamienny próg podpiętrzający wodę poniżej samej zapory jest barierą nie do przebycia przez większość gatunków ryb. Średni przepływ Wisły we Włocławku z wielolecia to 915 m³/s, a przykładowo w 2019 r. średni przepływ 390 m³/s bez żadnego wezbrania powyżej 600 m³/s utrzymywał się nieprzerwanie przez 191 dni. 

### Monitoring ryb
Do monitoringu migracji ryb zainstalowano urządzenia monitorujące. Jednym z nich jest licznik ryb Riverwatcher zainstalowany w 49 komorze, zbudowany z dwóch płyt ustawionych równolegle do siebie. Emitują one bądź odbierają wiązki światła podczerwonego. Ryba przepływająca między płytami przecina wiązki światła. Stąd znany jest jej kształt. Licznik wyposażony jest również w kamerę. Drugie urządzenie monitorujące stanowi pułapka do ryb zainstalowana w komorze 60. Przepławka dodatkowo wyposażona jest w rurociąg wabiący ryby do pułapki. Przepławka dla zagwarantowania poprawnych warunków migracji powinna być eksploatowana zgodnie z „Instrukcją eksploatacji przepławki dla ryb na Stopniu Wodnym we Włocławku”.
Do prawidłowego działania przepławki niezbędna jest:
- stała weryfikacja poziomu wody we wodowskazach;
- kontrola punktów wlotów wody do przepławki;
- kontrola wlotu wody do rurociągu wabiącego;
- kontrola elementów konstrukcyjnych wewnątrz przepławki.

|                  | rok  |      |       |      |       |
| gatunek:         | 2015 | 2016 | 2017  | 2018 | 2019  |
| Certa            | 1575 | 1130 | 12452 | 3684 | 8190  |
| Leszcz           | 234  | 4897 | 6200  | 3563 | 782   |
| Troć wędrowna    | 1566 | 895  | 229   | 501  | 207   |
| Boleń            | 53   | 620  | 1415  | 458  | 801   |
| Brzana pospolita | 59   | 272  | 788   | 356  | 789   |
| Krąp             | ---  | ---  | 2764  | 135  | 360   |
| Jaź              | 1    | 32   | 165   | 106  | 58    |
| Sum pospolity    | 295  | 74   | 214   | 98   | 171   |
| Płoć             | ---  | ---  | 73    | 75   | 101   |
| Karp             | 41   | 44   | 63    | 66   | 63    |
| Sapa             | ---  | ---  | ---   | 61   | 698   |
| Łosoś            | 2    | 1    | 21    | 41   | 24    |
| Ukleja           | ---  | ---  | 75    | 29   | 15    |
| Węgorz           | ---  | ---  | 5     | 23   | 157   |
| Świnka           | ---  | ---  | 38    | 16   | 101   |
| Kleń             | ---  | 1    | 11    | 15   | 63    |
| Okoń             | ---  | 8    | 14    | 7    | 28    |
| Karaś srebrzysty | ---  | ---  | --    | 6    | 15    |
| Lin              | ---  | ---  | ---   | ---  | 13    |
| Jelec pospolity  | ---  | ---  | ---   | ---  | 4     |
| Pstrąg tęczowy   | ---  | ---  | ---   | 1    | ---   |
| Tołpyga biała    | ---  | ---  | 2     | ---  | ---   |
| Wzdręga          | ---  | ---  | 1     | ---  | ---   |
| Amur biały       | ---  | 1    | ---   | ---  | ---   |
| Sandacz          | ---  | 1    | ---   | ---  | 4     |
| Łącznie          | 3827 | 7976 | 24529 | 9241 | 12644 |